# Lagarto-do-nilo
O varano-do-nilo, ou lagarto-do-nilo (Varanus niloticus) é um lagarto gigante da família Varanidae, que inclui o dragão de Komodo. Trata-se de um dos maiores lagartos do mundo, com 1,5 a 2 metros de comprimento. O Varanus niloticus pode ser encontrado no continente africano e foi introduzido acidentalmente na Flórida.
Possui hábitos aquáticos, mas também é muito hábil em terra. São carnívoros e costumam alimentar-se de peixes, anfíbios, aves, pequenos mamíferos, grandes invertebrados, ovos e carniça.